# Ceratogyrus hillyardi
Ceratogyrus hillyardi là một loài nhện trong họ Theraphosidae.
Loài này thuộc chi Ceratogyrus. Ceratogyrus hillyardi được miêu tả năm 1990 bởi Smith.